# Mikoyan MiG-31
El Mikoyan MiG-31 (en ruso: МиГ-31, designación OTAN: Foxhound) es un interceptor supersónico diseñado por la oficina de diseño soviética Mikoyan para la misión de interceptación aérea y escolta táctico de aviones bombarderos, en sus misiones de combate más allá de las fronteras del país, para operaciones aéreas extraterritoriales, exosféricas, y muy retiradas de los lugares normalmente usados como base y defendidos.
El avión fue diseñado por la oficina de diseño de Mikoyan como reemplazo del anterior MiG-25 "Foxbat"; el MiG-31 se basa y comparte elementos de diseño con el MiG-25. El MiG-31 se encuentra entre los aviones de combate más rápidos del mundo. Continúa siendo operado por la Fuerza Aérea Rusa y la Fuerza Aérea Kazaja tras el final de la Guerra Fría y el colapso de la Unión Soviética en 1991. El Ministerio de Defensa ruso espera que el MiG-31 permanezca en servicio hasta 2030 o más allá; eso se confirmó en 2020 cuando se hizo un anuncio para extender la vida útil del servicio de 2500 a 3500 horas en los fuselajes existentes.

## Historia

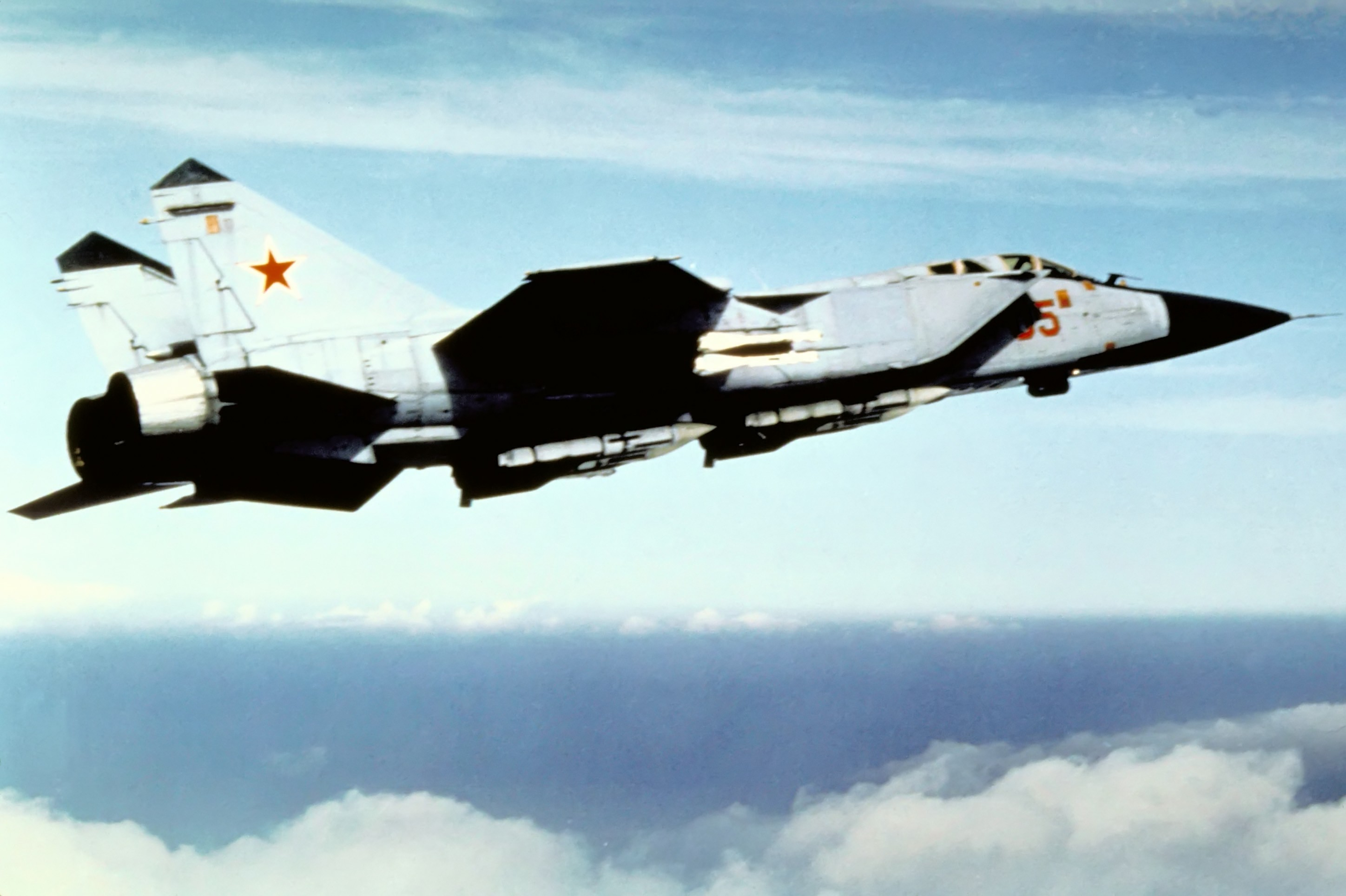
Un MiG-31 en 1989.

El anterior modelo de avión supersónico Mikoyan-Gurevich MiG-25 diseñado en 1970, necesitaba ser reemplazado por un nuevo avión con mejores prestaciones de vuelo, no tan específico para misiones de alta velocidad y que pudiera combatir con éxito contra otros cazas occidentales.
Los comienzos del MiG-31 se remontan a la década de los 60, en plena Guerra Fría. En las zonas árticas de la Unión Soviética, la Fuerza Aérea no tenía eficaces dispositivos de Defensa Antiaérea. Esta zona representaba un agujero en la defensa por donde los "Bombarderos estratégicos" Boeing B-52 Stratofortress y los nuevos aviones espías de alta velocidad Lockheed SR-71 de Estados Unidos, podrían introducirse fácilmente, en caso de una guerra convencional o una nueva guerra mundial.
Para crear un avión interceptor de largo alcance y alta velocidad, capaz de cerrar esta brecha en la defensa de la Unión Soviética, según las necesidades especiales de defensa del país por las grandes distancias y las extensas fronteras, en 1968 el Comité Central del Partido Comunista de la Unión Soviética autoriza el desarrollo del MiG-31, cuyo prototipo se denomina Ye-155M, que a su vez, se basa en el diseño del famoso MiG-25 anterior.
El 16 de septiembre de 1976, el primer prototipo Ye-155MP realiza su primer vuelo de prueba, pilotado por Aleksandr Fedótov. La producción de los primeros 8 ejemplares, destinados a pruebas de aerodinámica, fatiga estructural, motores y prestaciones, comenzó en la fábrica de Gorky en 1977.
A principios de 1980, las pruebas de vuelo terminan con éxito y comienzan las primeras entregas de los aviones de producción en serie, a los regimientos de la PVO (1982), con preferencia a aquellos situados en la zona de Moscú, en las regiones del norte y del este. Reemplazó en forma programada al anterior interceptor Tupolev Tu-28, siendo un avión relativamente nuevo en el inventario de la Unión Soviética y poco conocido en occidente, que tiene en su diseño, fabricación y producción en serie, nueva tecnología del avión experimental Sukhoi T-4 de alta velocidad que nunca se construyó en serie.
Las primeras tripulaciones de los MiG-31 quedaron muy sorprendidas por su buen rendimiento en vuelo, potencia, velocidad de trepada, maniobrabilidad, velocidad máxima, alcance y sofisticación del aparato; mejor visibilidad de la cabina que el anterior MiG-25; mejor desempeño en los despegues y aterrizajes en pistas más cortas; mejores prestaciones en vuelo a media y baja altitud, y por los nuevos motores más potentes con "Post-combustión", más seguros y eficientes, que son los más grandes instalados en un avión de combate.
La entrada del MiG-31 en el inventario de la Fuerza Aérea Soviética, supondría un cambio radical en la Defensa Antiaérea, del Extremo Oriente de la URSS frente a Japón, en donde eran frecuentes los vuelos furtivos de aviones norteamericanos de gran alcance, como el avión de reconocimiento SR-71, los nuevos caza navales pesados de largo alcance F-14 Tomcat del Portaaviones Kitty Hawk y desde los nuevos portaaviones clase Nimitz, los vuelos de patrulla de largo alcance de los nuevos cazas pesados de base en tierra McDonnell Douglas F-15 Eagle de Japón, violando el espacio aéreo de la URSS o bordeando sus fronteras y mar territorial. En septiembre de 1983 fueron despachados los primeros 4 ejemplares del MiG-31.
Lo más notorio llegaría más tarde, cuando varios MiG-31 realizaron una interceptación simulada de un avión espía SR-71 Blackbird en espacio aéreo internacional. Actuando desde varios ángulos de aproximación a gran altitud, velocidad supersónica y utilizando, sus nuevos Radares Planos de sistema pasivo PESA "Passive electronically scanned array antenna" Zaslom S-800 de 400 km de alcance, volando juntos hubiesen derribado al "Blackbird" con seguridad, lanzando sus nuevos misiles de largo alcance a velocidad supersónica, con más de 400km. de alcance y capaces de volar a 6 veces la velocidad del sonido, de no haber estado volando sobre aguas internacionales. Esto provocó que los estadounidenses se mostrasen mucho más cautos en los siguientes vuelos de espionaje, cuya frecuencia disminuyó notablemente por la presencia de estos aviones de combate de largo alcance que son únicos en su tipo.
El nuevo y mejorado MiG-31, es un avión Caza Escolta Táctico de largo alcance, con diseño de Ala alta y estabilizadores horizontales traseros adicionales bajos, con alas trapezoides en flecha, delgadas y especialmente diseñadas para resistir vuelos de alta velocidad a gran altitud, parecidas al diseño de las alas principales del caza supersónico Dassault Mirage F1, pero que son más grandes y construidas con una nueva aleación de Titanio y Acero, que oculta los remaches en las uniones de las cubiertas, en algunas partes del fuselaje y en partes críticas de las alas, para darles mayor resistencia a los cambios de temperatura, producidos por las altas velocidades que puede alcanzar, tener más resistencia y aumentar su vida operativa.
Tiene doble deriva (Timón vertical) recta y reforzada, para lograr mayor estabilidad a grandes velocidades y altitudes, en un diseño parecido a los del caza de combate especializado de alta maniobrabilidad Mikoyan MiG-29, pero aplicado en un diseño de un avión más grande y pesado, con grandes tomas de aire a los motores, instaladas en los costados de la cabina de mando y bien adelantadas, para tener más potencia, mayor velocidad, altitud, mayor resistencia a vuelos de larga duración y nuevas superficies de control con mandos de vuelo electrónico, especialmente diseñadas para vuelo supersónico, en el eje vertical y horizontal, lo que lo convierte en un avión de combate muy moderno y sofisticado, especializado para alta velocidad y largo alcance, pero en que los combates con vuelos a baja velocidad y giros cerrados contra otros aviones de combate no es su tarea principal.
El tripulante operador de sistemas defensivos y Radar, sentado en tándem detrás del piloto, también tiene una palanca de control tipo Joystick de control de vuelo electrónico, para pilotar el avión. Puede aterrizar con un periscopio, que se levanta sobre la cabina trasera y con un espejo especial, que se despliega sobre el panel de control de la cabina del tripulante, como una pantalla de información que se gradúa con precisión para presentar la visión de la pista de aterrizaje al tripulante; con la misma posición, altura y línea del horizonte que percibe el piloto sentado adelante, para que el tripulante pueda ver la pista de aterrizaje en esta pantalla desde su posición; y tomar el mando del avión con las funciones de un copiloto de la nave, en caso de que el piloto no pueda aterrizar, por estar gravemente herido durante un ataque enemigo o se equivoque, en el momento de la aproximación final a la pista de aterrizaje. El periscopio se levanta en forma automática antes de aterrizar, junto con la pantalla de información y se retrae después del despegue, para que el tripulante pueda operar el sistema de Radar.
A mediados de los años 90 la fábrica de Sokol en Nizhniy Novgorod, había producido unas 500 unidades del caza de largo alcance MiG-31, de los cuales 320 todavía están en servicio operativo hoy en la VVS de Rusia, siendo un avión de combate relativamente nuevo en el inventario de Rusia, poco conocido en occidente y que continuará volando por muchos años más. Kazajistán es el único operador extranjero del afamado MiG-31, que por ser un avión muy especializado para misiones de largo alcance y velocidad supersónica, para defender los lugares lejanos a los objetivos defendidos, no fue vendido con éxito a otros mercados.
Una venta a Siria por 6 unidades en 2015 no ha sido verificada por lo que a estas alturas lo más probable es que fuera un rumor infundado.
En 1990 apareció la nueva versión mejorada y actualizada llamada MiG-31M, la cual puede usar el sistema de navegación GPS y el de vuelo Digital controlado por cables Fly-by-wire con el sistema (Data-link) y la ayuda de navegación del sistema de satélites GLONASS de Rusia, y podrá continuar volando hasta más allá del año 2020, siendo un avión relativamente reciente en el inventario de la Fuerza Aérea de Rusia, pero será reemplazado en forma programada en el futuro, por un nuevo caza de largo alcance de diseño furtivo, que acompañará como "Escolta Táctico" a una nueva generación de bombarderos estratégicos de diseño furtivo PAK-DA.

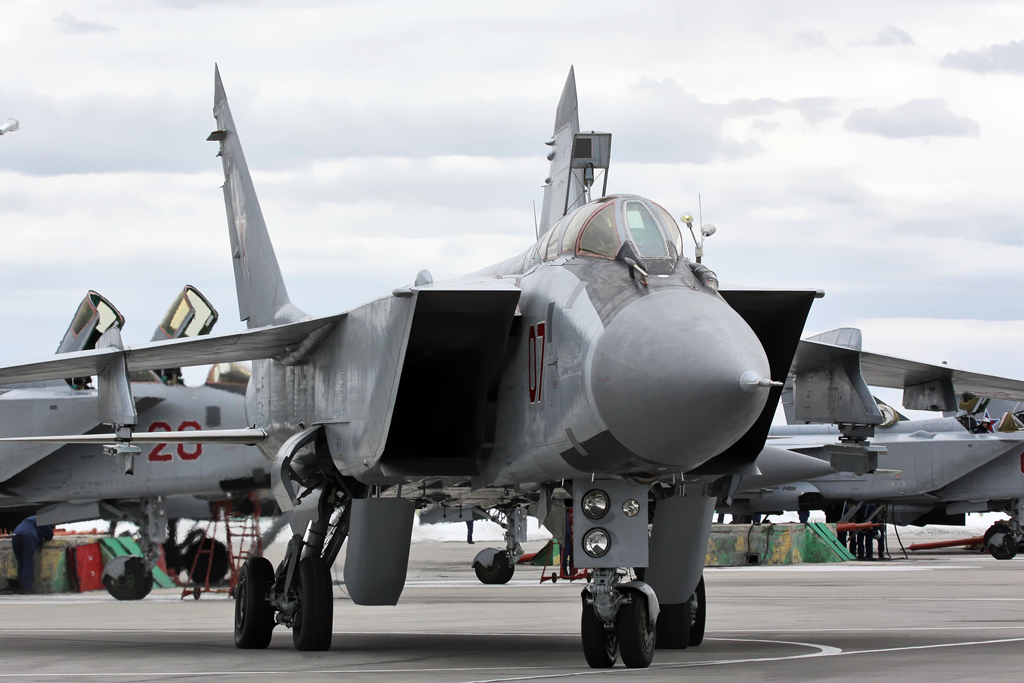
MiG-31 790 IAP Khotilovo, con el visor del copiloto levantado.

Otras versiones son el MiG-31D capaz de lanzar un misil antisatélite de impacto cinético; el MiG-31A versión de caza polivalente de diseño Multipropósito, que puede atacar y defender, con una nueva cabina más moderna y mejorada, 2 nuevas Pantallas planas al costado derecho del panel de control, con información completa al piloto, con botones de control en el marco de la pantalla y 3 Pantallas planas grandes, para el tripulante operador de sistemas defensivos y Radar, similar a las pantallas de la cabina del MiG-29 MST de doble cabina, y una pequeña Pantalla plana de información al costado de la cabina, entre otras mejoras.
La nueva versión más modernizada del MiG-31, llevará misiles guiados "Aire-aire" R-33 con un gran alcance de 304 kilómetros, en pilones de carga bajo el fuselaje central y tendrá, mayor probabilidad de derribar aviones de penetración profunda de baja detectabilidad, misiles cruceros y otros aparatos supersónicos futuros. El nuevo tren de aterrizaje principal tiene dos ruedas en cada lado para poder transportar más carga de combustible y armas.
Esto da al nuevo MiG-31, un incremento de eficacia 4 veces mayor, a la versión básica del anterior avión de alta velocidad MiG-25. Estos modernos aviones de caza, de gran tamaño y alcance, fueron vistos escoltando a los bombarderos estratégicos supersónicos Tu-160 que llegaron a Venezuela, y recientemente, en las maniobras aéreas de Rusia en el mar mediterráneo, en su función de Caza Escolta Táctico de largo alcance.

## Diseño y desarrollo

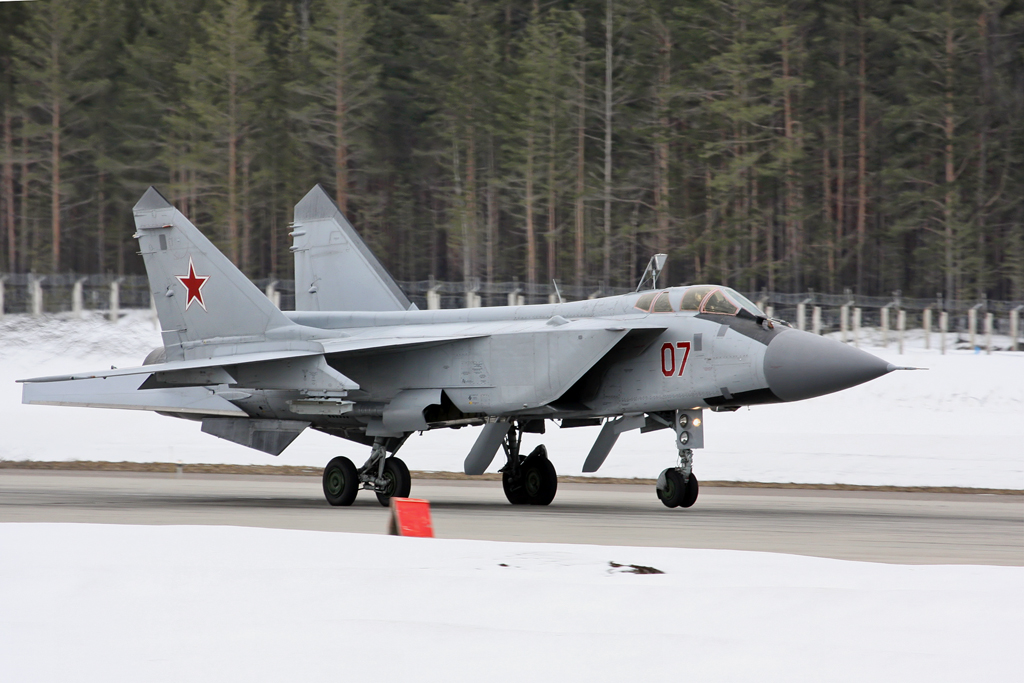
MiG-31 790 IAP Khotilovo, con su nuevo tren de aterrizaje.

### Descripción
En líneas generales, el caza pesado de largo alcance y alta velocidad MiG-31 "Foxhound" es muy similar al anterior caza MiG-25P, pero con un diseño más moderno y refinado, desde el punto de vista aerodinámico y técnico, diseñado para reemplazar al MiG-25 "Foxbat", que presentó un acelerado desgaste en su fuselaje, alas y motores, por sus frecuentes misiones de vuelos supersónicos a gran altitud.
Básicamente, el nuevo MiG-31 "Foxhound" es el desarrollo final del MiG-25 "Foxbat", un avión bimotor de gran tamaño, largo alcance y autonomía de vuelo; cabina biplaza, con el piloto sentado adelante y el tripulante, operador de sistemas defensivos y Radar, sentado detrás del piloto en asientos eyectables. Dispone de tanques internos de combustible más grandes, capacidad para transportar tanques de combustible externos bajo el ala, una nueva sonda de reabastecimiento aéreo de combustible al costado izquierdo de la cabina, para aumentar el alcance máximo; así como un nuevo Radar PESA con capacidad para detectar múltiples objetivos enemigos.
El tren de aterrizaje delantero de dos ruedas, se retrae hacia atrás y se guarda en un foso bajo la cabina de mando; el nuevo tren de aterrizaje principal tiene dos ruedas a cada lado, la rueda interior del eje, está más adelantada que la rueda exterior del eje y se retraen hacia adelante, bajo el fuselaje central del avión, rotando para alojarse acostadas en tándem, en un foso bajo las tomas de aire de los motores; las compuertas de los nuevos trenes de aterrizaje, se abren hacia adelante y bajan, con un nuevo diseño aerodinámico, que funciona también como un aerofreno, para ayudar a disminuir la velocidad de la nave en las maniobras de aproximación a la pista de aterrizaje y controlar mejor el avión, a bajas velocidades y altitudes, y en las aproximaciones finales antes del aterrizaje. Sobre los motores, se despliega un paracaídas de frenado, que se guarda en un pequeño cono trasero, proyectado hacia atrás en forma aerodinámica desde la cabina de mando.

### Datos técnicos
Su nueva aerodinámica y fuselaje, más refinado que el anterior diseño MiG-25, permiten vuelos supersónicos a baja altitud; mejor rendimiento de vuelo a media altitud; mayor maniobrabilidad en bajas cotas; mejor manejo durante los despegues y aterrizajes; mejor visibilidad de la cabina para el piloto. Sus nuevos motores, que proporcionan un mayor empuje de 34.000 libras con "Post-combustión" de combustible, le permiten alcanzar Mach 1.23 a baja altitud y sobre el nivel del mar, y a una mayor altitud le permiten alcanzar Mach 2.83 para la intercepción de objetivos lejanos de los lugares defendidos; llegando a alcanzar Mach 3 sobre los 15.000 metros de altitud, lo cual no es recomendable, debido a posibles daños en los motores y la fatiga de su estructura, fuselaje y ala, que limitará su vida útil, y aumenta su costo operativo.
Es capaz de resistir un máximo de 5 g en velocidades supersónicas, pero no está diseñado para combates cercanos, giros cerrados y vueltas rápidas. El combate de maniobras aéreas cerradas tipo dogfight contra otros aviones de caza no es su función principal. Está diseñado para la intercepción lejana de los blancos aéreos en las incursiones a sus objetivos. La ejecución de combates aéreos de maniobra no es su tarea.
Su especialidad es la intercepción de los objetivos lejanos y muy lejanos, de los lugares que deben ser defendidos, para combates "fuera del alcance visual del piloto" volando a velocidad supersónica a gran altitud. En misiones de escolta táctico de aviones bombarderos de gran alcance, como los "Bombarderos estratégicos" Tu-160 y los bombarderos navales Tu-22M3. Fueron vistos escoltando a los Tu-160 en las maniobras aéreas con Venezuela, pintados de un nuevo camuflaje color azul naval y unas grandes estrellas rojas pintadas en su ala.
Este avión fue el primero en tener un radar de gran tamaño, con el sistema de búsqueda electrónica pasiva, el "Zaslon S-800", montado en su gran cono delantero, permitiéndole interceptar aviones enemigos en combates lejanos, a una distancia de 200 km de alcance, en combates "fuera del rango visual del piloto". Poder seguir 10 blancos al mismo tiempo, y atacar 4 de ellos, con sus 4 misiles supersónicos de largo alcance AA-9 AMOS, montados en 2 pilones de carga bajo cada semi-ala.
El MiG-31 también puede transportar otros 4 misiles de medio alcance, bajo la estructura central de la nave, en los nuevos pilones de carga instalados bajo el fuselaje central y los motores. Puede reabastecer combustible en vuelo con una sonda que se retrae en el costado izquierdo de la cabina; cargar tanques externos de combustible, para aumentar su alcance y autonomía de vuelo, y acompañar a los aviones bombarderos en sus largas misiones de combate.

### Asistencia al pilotaje y combate
En 1981 el Mig-31 fue equipado con un ordenador de a bordo de asistencia a la navegación y combate que incorporaba un asistente virtual que se comunicaba con los tripulantes mediante voz. Este asistente fue denominado por los pilotos "Rita" (en ruso: Рита) debido a que era una voz femenina metálica ("Rita" también ha sido incorporado al MIG-35). 
El asistente de voz "Rita" informaba a los dos tripulantes de la aeronave, piloto y operador de armas, sobre diversos aspectos de misión complejos así como de otros rutinarios y de cortesía. la finalidad del asistente de voz era la de reducir la carga de trabajo sobre el piloto y el operador de sistemas así como la de tener informados a los responsables en tierra de la misión de diferentes aspectos e incidencias que se iban produciendo en la misma en tiempo real, como la salud de los tripulantes (pulso, presión arterial, temperatura...). A la tripulación le asistía tanto en la navegación como en las tareas de ataque, comunicando los resultados de los diferentes cálculos realizados por el ordenador de a bordo mediante los datos de los diferentes sistemas de radar con el que va equipado el aparato. El sistema puede tomar el control de la nave y hacerla regresar a la base si fuera necesario. Realizaba cálculos y preparaba las armas de ataque hasta el punto de dejarlas listas para recibir la orden manual de disparo.
El asistente de voz "Rita" fue conocido en los países occidentales por las informaciones que el espía Adolf Tolkachev quien era líder y proyectista jefe del grupo de empresas  Phazotron-NIIR especializado en el desarrollo y fabricación de elementos electromagnéticos, pasó a la CIA, a la que perteneció desde 1977 hasta su detención en 1985. 
El capitán Mijaíl Myagkiy fue uno de los pilotos del Regimiento de Aviación de la Guardia (en ruso: Гвардейская истребейтельный авиационный полк, Gvardeiskaya istrebeitel'nyi aviatsionnyi polk) que realizó durante este periodo 14 interceptaciones exitosas de los Lockheed SR-71 Blackbird, en una entrevista para la revista Combat Aircraft Magazine de octubre de 2010 realizada por el  periodista alemán Stefan Buttner cómo operó "Rita" en la interceptación de un SR-71 Blackbird en la que participó el 8 de marzo de 1984. El MIG-31 que pilotaba llevaba el radar Zaslon apagado, el sistema de búsqueda y seguimiento por infrarrojos (IRST) detectó y siguió al avión enemigo trabando a 120 km  dando la orden de lanzar los misiles aire-aire R-33 Amos. Otro ejemplo del funcionamiento de "Rita" es el relato de la  interceptación realizada el 31 de enero de 1986 de un Lockheed SR-71 Blackbird por otro  MiG-31 en el que se relata que  Myagkiy y Aleksey Parshin, su Oficial de Servicio de Armas, subieron a su y rápidamente rompieron la barrera del sonido a 26 000 pies (7925 m). A 52 000 pies (15 849,6 m), el MiG logró el bloqueo por infrarrojos en el SR-71 y un indicador de objetivo mostró la distancia de 120 km en la parte superior de la pantalla. La computadora del interceptor entregó la información a los misiles y aparecieron cuatro triángulos verdes en el objetivo iluminado en la cabecera de la pantalla. Una voz femenina computarizada, denominada Rita, dentro de los auriculares de Myagkiy anunció: "Ataque". A 65 676 pies (20 018 m), la computadora volvió a ordenar: "Ataque". El SR-71 estaba volando a solo 8000 pies (2438 m) por encima del MiG. Llegó un momento en que Myagkiy pudo observar visualmente a la aeronave, por lo que si el avión espía hubiera violado el espacio aéreo soviético, se habría llevado a cabo un lanzamiento de misiles real. No había prácticamente ninguna posibilidad de que el SR-71 pudiera evitar un misil R-33.

## Modernización
Aunque es un caza pesado, escolta de largo alcance, diseñado para misiones de combate muy específicas, se mantendrá operativo hasta entrada la década de 2030, porque es un caza relativamente nuevo en el inventario de la Fuerza Aérea de Rusia y será reemplazado en forma programada, por uno nuevo proyecto de avión interceptor de largo alcance y gran velocidad de sexta generación Mikoyan MiG-41.
La modernización de los modelos MiG-31B y MiG-31BS es la versión MiG-31BM, válida como escolta de aviones bombarderos estratégicos, por su gran alcance y función especial, de avión interceptor de los objetivos lejanos de los lugares defendidos y como avión principal guía de ataque, para reconocimiento de largo alcance, como un avión Radar tipo "ojo de águila" para comandar el ataque inicial de otros "Aviones-caza" y bombarderos del "Ala de combate", y con una función mejorada, que lo convierte en un nuevo caza pesado de largo alcance, comparable a un caza de ataque, equipado con una moderna cabina de mando con 2 Pantallas planas tipo LCD a color para el piloto y 4 Pantallas planas para el operador de sistemas defensivos y radar, sentado detrás del piloto.
Puede volar fuera del rango de ataque de los aviones enemigos, detectar la posición de los aviones adversarios, con un Radar PESA Zaslon S-800 de 400 km de alcance, detectar 10 objetivos enemigos y atacar 4 de ellos al mismo tiempo. Además puede atacar a más de 300 km de distancia, con 4 misiles R-33 instalados bajo el fuselaje central o una combinación de 6 misiles de largo alcance R-37 de 160 km de alcance, instalados bajo el fuselaje central. Respecto a los misiles de medio alcance posee 2 misiles R-40 en pilones de carga bajo las alas, junto a los motores, de 120 km de alcance, y 4 misiles R-77 de corto alcance, en los pilones de carga externos de las semi-alas. También transporta 2 nuevos misiles KS-172 Novator de 400 km de alcance extremo, 2 tanques de combustible externo bajo las semi-alas, y una sonda para reabastecimiento aéreo de combustible, al costado izquierdo de la cabina de mando, para aumentar todavía más su largo alcance en combate.
Puede iniciar el ataque a larga distancia, detectando a más de 400 km el objetivo, y luego, enviar la información de la ubicación, altura, velocidad y tiempo de aproximación final, de 24 aviones de combate enemigos, con su nuevo Radar Plano AESA de largo alcance Zaslom M, al "Ala de combate", conformada por otros aviones de combate, como el cazabombardero Su-30 y el caza pesado Su-35, de mayor ventaja en combates cerrados dogfight, sin necesidad de apoyo de los radares de la base en tierra, entrando a operar en la zona de batalla, con una nueva función de avión guía de ataque tipo "Hawk-eye", para que otros aviones de combate tipo caza polivalente de generación 4++, puedan atacar, volando ocultos en formación cerrada con sus radares activos apagados para no ser detectados, volando bajo a nivel del mar, bordeando las islas, golfos, ríos, entre montañas y bajo las nubes, en vuelos rasantes a nivel del mar, para luego sorprender a los aviones adversarios y enfrentarlos con mayor ventaja.
En marzo de 2018, Rusia realizó exitosamente un lanzamiento de prueba del misil hipersónico de alta precisión Kinzhal, desde un MiG-31. Según el ministerio de defensa de Rusia, se llevó a cabo una nueva modernización del MiG-31 paralelamente al desarrollo del misil hipersónico de emplazamiento aéreo Kinzhal que constituye la versión MiG-31K. Este misil hipersónico tiene un alcance de 2000 km, pudiendo portar ojivas nucleares volando a mach 10. Por esta razón, se cree que el MiG-31 seguirá en servicio mucho tiempo más, tal como lo anunció oportunamente el viceministro de Defensa, Yury Borisov.
Modernización del MiG-31BM
En la primera mitad de la década de 2000, la Fuerza Aérea rusa encargó al MiG RSK el trabajo en la versión modernizada MiG-31BM con radar y misiles mejorados. El primer avión experimental modernizado (número de cola "58") realizó su primer vuelo en septiembre de 2005 y fue enviado a pruebas en Ajtubinsk en diciembre de ese año. Fue seguido por un segundo ejemplar (número de cola "59"). Después dos aviones fueron modernizados para las pruebas estatales ("57" y "60"). La primera etapa de las pruebas estatales del caza MiG-31BM se completó con éxito en noviembre de 2007, después de lo cual se obtuvo el permiso para la modernización en serie. 
Los MiG-31B, más recientes, fueron los primeros en modernizarse al modelo MiG-31BM del tipo 28 (con sonda de reabastecimiento en vuelo), seguidos por los MiG-31BS que a su vez eran versiones mejoradas del MiG-31 al estándar MiG-31B, modernizándose estos al modelo MiG-31BM tipo 58 (sin sonda).
El Ministerio de Defensa de Rusia colocó el primer contrato el 1 de abril de 2006 para la modernización de 8 MiG-31BM a entregar hasta 2009. El 20 de marzo del año 2008, la planta Sokol de Nizhny Nóvgorod entregó a la Fuerza Aérea los dos primeros MiG-31BM modernizados para su reentrenamiento en Savasleyka. El primer regimiento de combate en recibir el MiG-31BM fue el 458 IAP de Kotlas en 2009. Otros 16 MiG-31BM se recibieron en Monchegorsk y Kansk entre 2010 y 2011, totalizando 24 aparatos para 2011.
El 1 de agosto de 2011 se firmó un contrato importante para la modernización de 60 MiG-31BM en la planta de Sokol para su entrega hasta 2015. Además un par de contratos de 2 y 3 aparatos fueron cumplidos por la planta de reparación de aeronaves 514º ARZ de Rzhev en 2013 y 2014.
UAC firmó el 21 de noviembre de 2014, otro contrato para la modernización de 54 MiG-31BM incluyendo las opciones para cubir pérdidas. Fue realizado conjuntamente por Sokol y la planta de reparación de aviones en Rzhev durante el período 2015-2018.
A principios de 2019 se habían modernizado un total de 140 MiG-31BM, incluyendo 47 del tipo 28 (con sonda de reabastecimiento) y 93 del tipo 58.
En enero de 2019 se firmó un nuevo contrato para modernizar "varias docenas" más de MiG-31 y tanto acabar la modernización MiG-31BM como abordar la modernización de todos los MiG-31DZ restantes a la nuevas variante MiG-31K, portadora de misiles Kinzhal. Se espera que entre todas las versiones modernizadas totalicen unos 200 aparatos.

## Versiones y prototipos
| Versiones            | Comentarios |
| -------------------- | --- |
| MiG-31               | Producto 01. Aviones de la serie original. Se construyeron 349. |
| MiG-31DZ             | Producto 01DZ. (En ruso: ДЗ = дозаправки зонд), con sonda de reabastecimiento. Variedad fabricada al final de los 80, 101 ejemplares. |
| MiG-31B              | Producto 12. Modelo equipado con nuevo radar más potente y con sonda de reabastecimiento. Se fabricaron 69 aparatos a principios de los 90. |
| MiG-31BS             | Producto 78. Actualización al estándar MiG-31B de los aviones MiG-31 de la serie original , pero sin sonda de reabastecimiento por imposibiidad física de adaptación. Se actualizaron unos 90 aparatos a principios de los años 90. |
| MiG-31BM             | Producto 28. Modernización del modelos MiG-31B. El programa comenzó 1998 pero los aviones de serie no entraron en servicio hasta 2009 en el regimiento 458 IAP, traspasados después al 98 SAP |
| MiG-31BSM            | Producto 58. Modernización al estándar BM de los modelos MiG-31BS. Desplegados por primera vez en 2013 al 790 IAP |
| MiG-31K              | Versión modificada de MiG-31DZ adaptada para portar el misil Kinzhal. Entra en servicio en 2018 |
| Prototipos           | Comentarios |
| MiG-25MP (Ye-155MP)  | Producto 83. Primer prototipo modificado desde el MiG-25 para el MiG-31. Se construyeron dos prototipos Nº831 y 832 |
| MiG-31D              | Producto 07. Designación de dos prototipos Nº071 y Nº072 de la modificación experimental capaz de portar un misil antisatélite 79M6 "Kontakt". Llevaba lastre en lugar de radar, aletas en el extremo de las alas y no llevaba compartimentos integración de armas. |
| MiG-31E              | Prototipos de versión para la exportación con la aviónica simplificada. Con Nº903 y Nº904 |
| MiG-31I              | Prototipo lanzasatelites. Producto Ishim (en ruso: «Ишим»). El avión está diseñado para el lanzamiento aéreo de pequeños ingenios espaciales con una masa de 120-160 kg a una órbita baja de 300 a 600 km. |
| MiG-31LL             | Prototipo Nº79 de laboratorio de vuelo usado para testar los asientos eyectables. |
| MiG-31M              | Producto 05. Prototipos de Modificación del proyecto original , de 1993. Caza-interceptor con armamento mejorado, radar, aviónica; tenía una forma característica "redondeada" de hundimiento de la raíz, reducía el área de acristalamiento de la cabina del operador y una barra retráctil del sistema de reabastecimiento en el aire se instalaba a la izquierda de la linterna. 7 unidades producidas entre 1985 y 1992 numerados del Nº051 al Nº057 |
| MiG-31F              | Proyecto de cazabombardero de primera línea de uso múltiple, destinado también para los ataques de tierra (un proyecto de un avión fundamentalmente nuevo). |
| MIG-31 "Desconocido" | Proyecto de avión capaz de portar un misil antisatelite 14K168 Burevestnik basándose en el MIG-31D, hasta ahora solo 1 unidad ha portado este misil numerado Nº81, por lo que sabemos su primer vuelo fue en el 2018, ya ha realizado varios vuelos. |

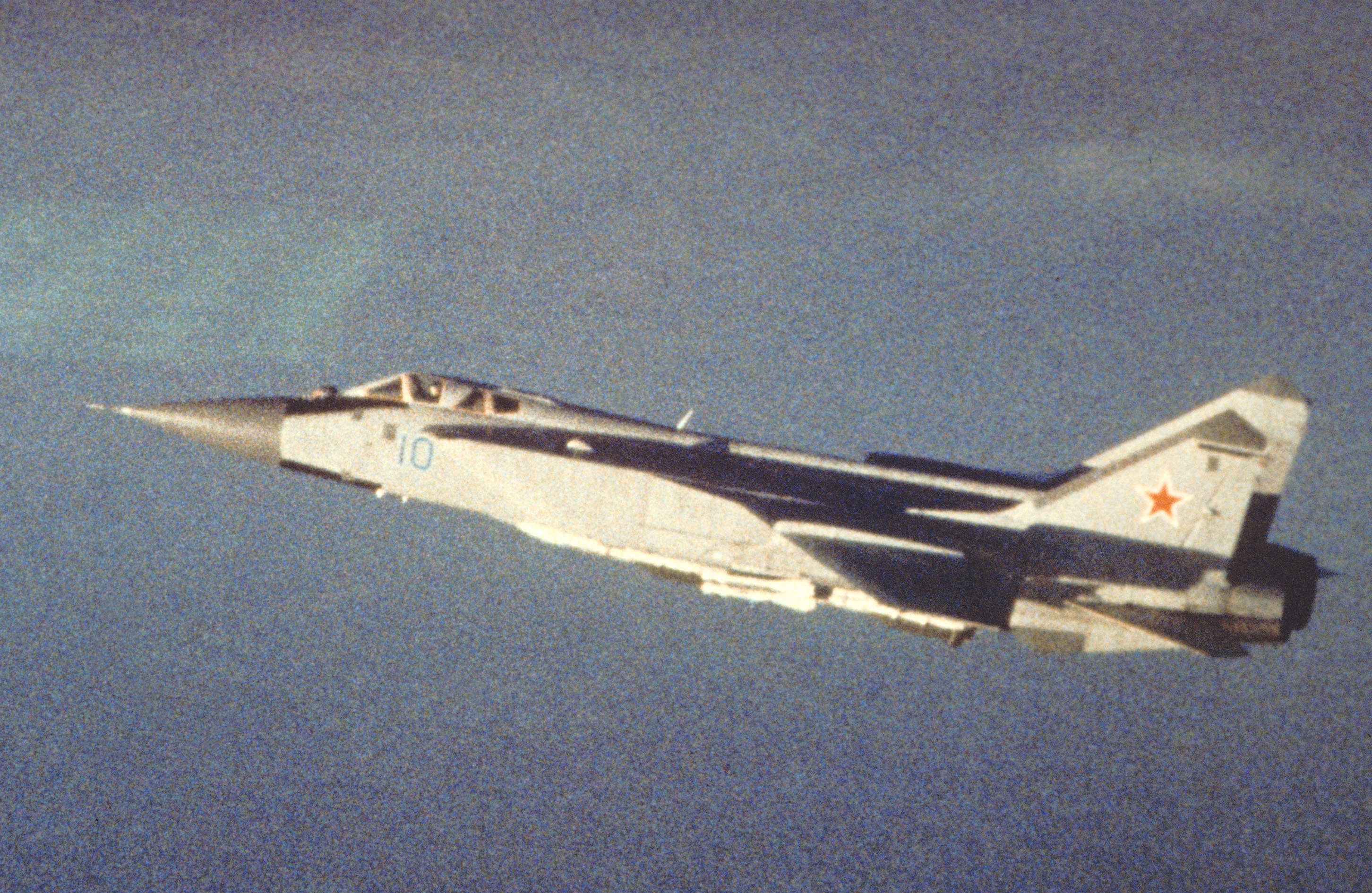
MiG-31 soviético de la serie original
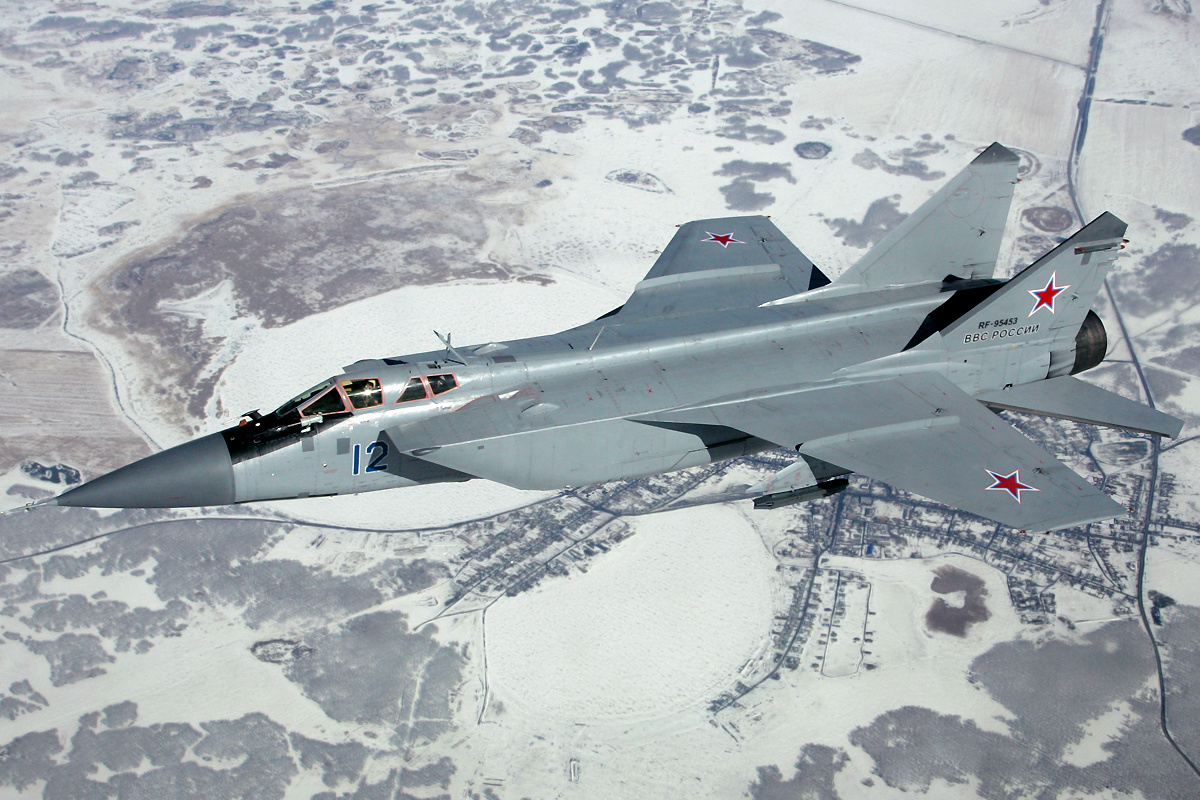
MiG-31DZ RF-95453 Nº12 de Perm (2012)
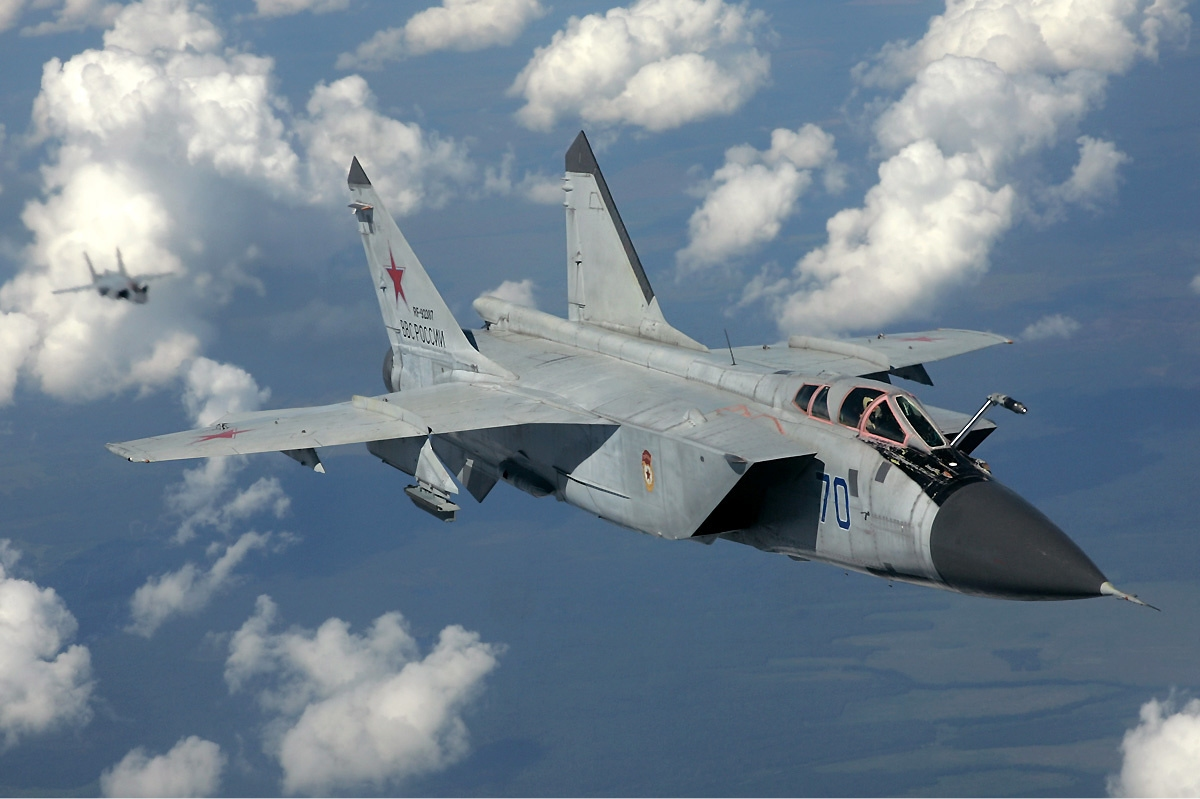
MiG-31B RF-92387 Nº70 de Savasleyka en 2010
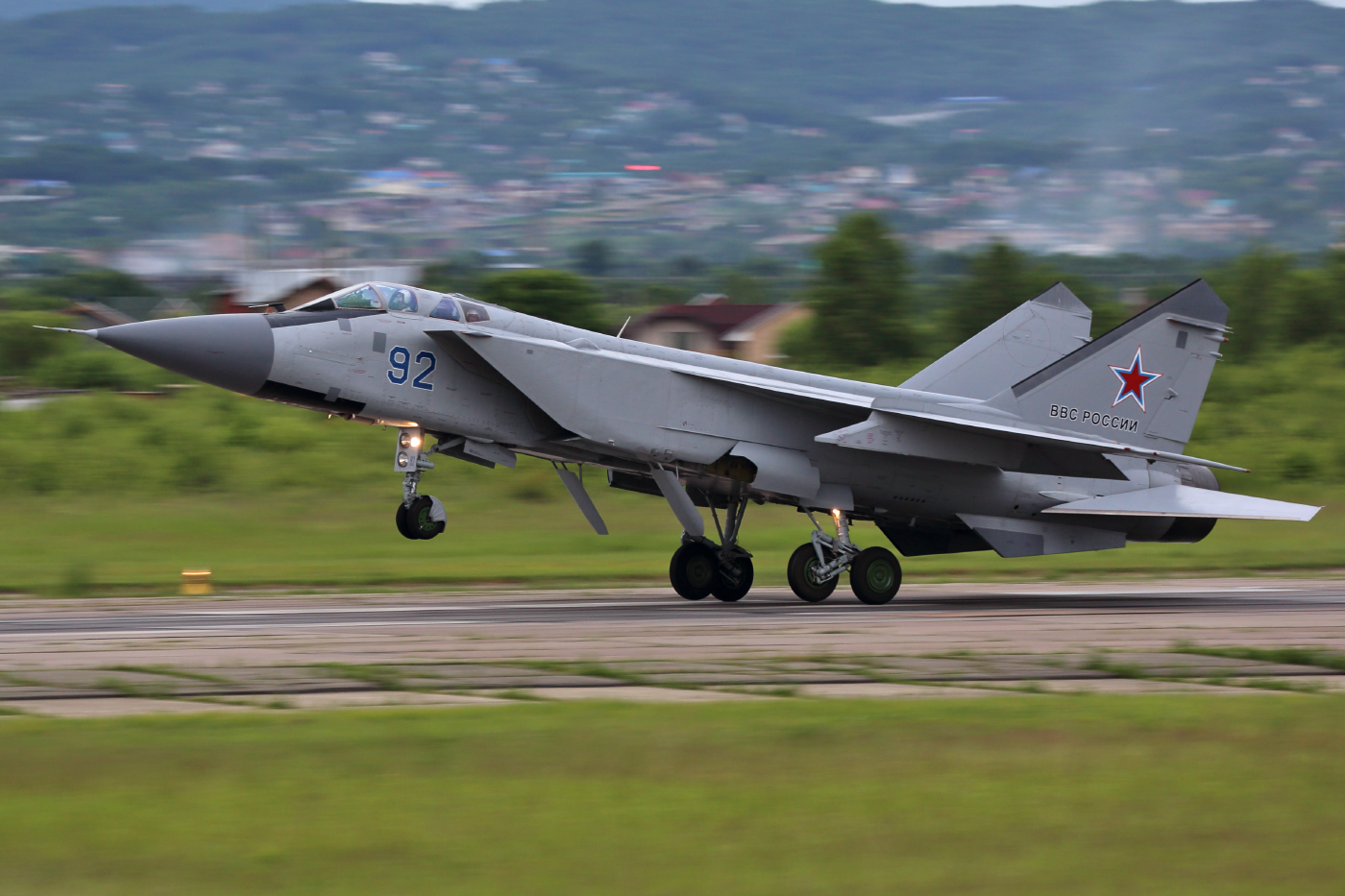
MiG-31BS de Vladivostok en 2015
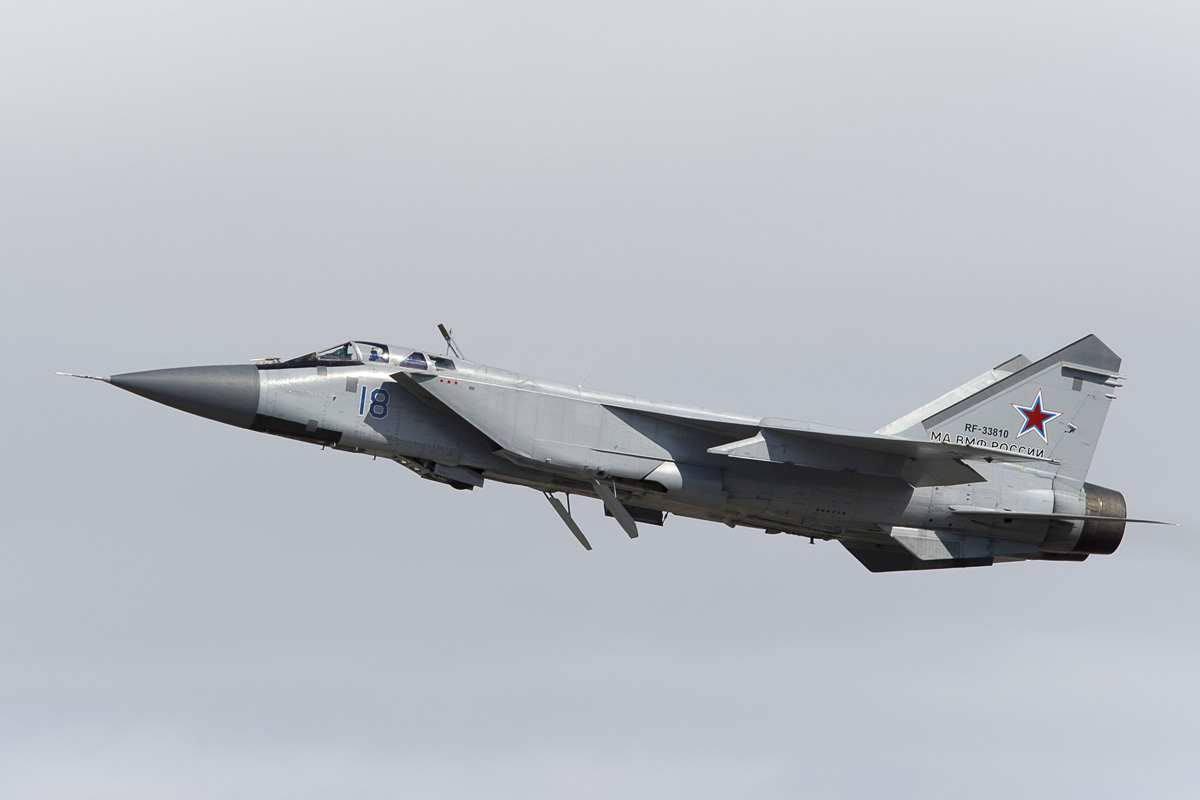
MiG-31BS Nº18 de Yelizovo (Marina) en 2017
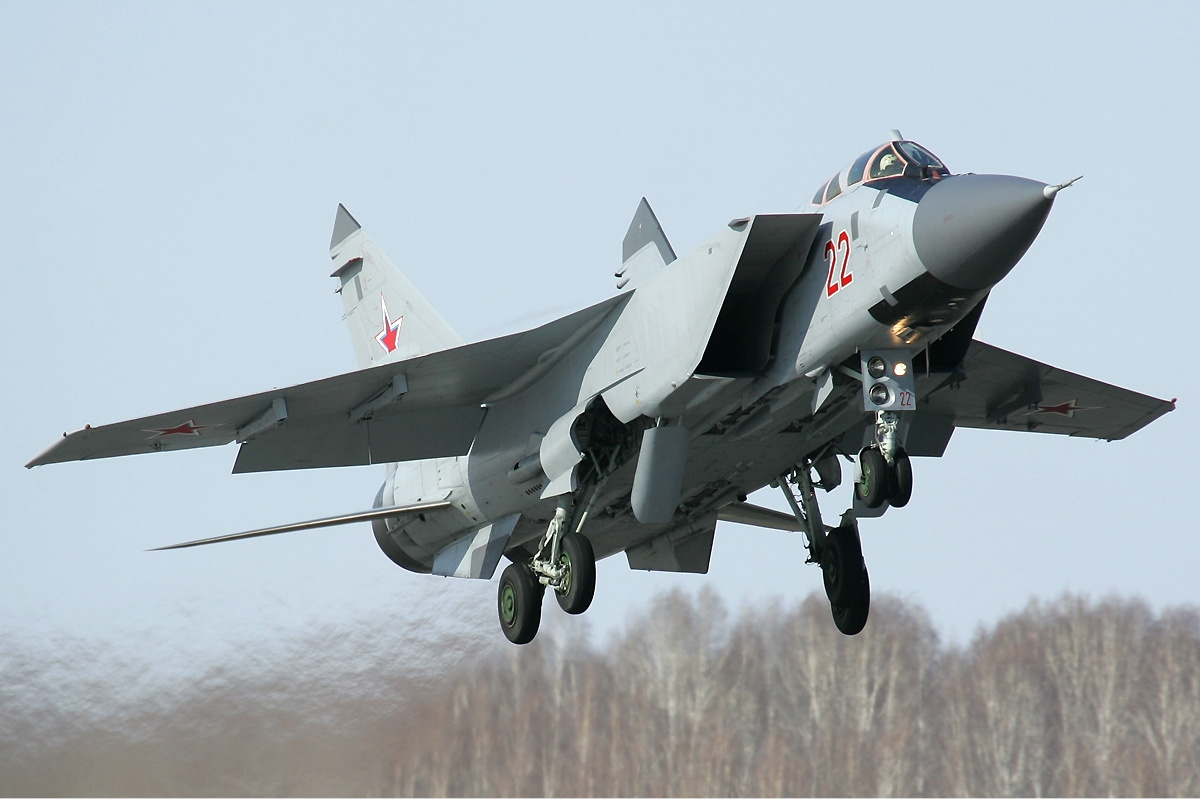
MiG-31BM Nº22 de la base de Kansk en 2012

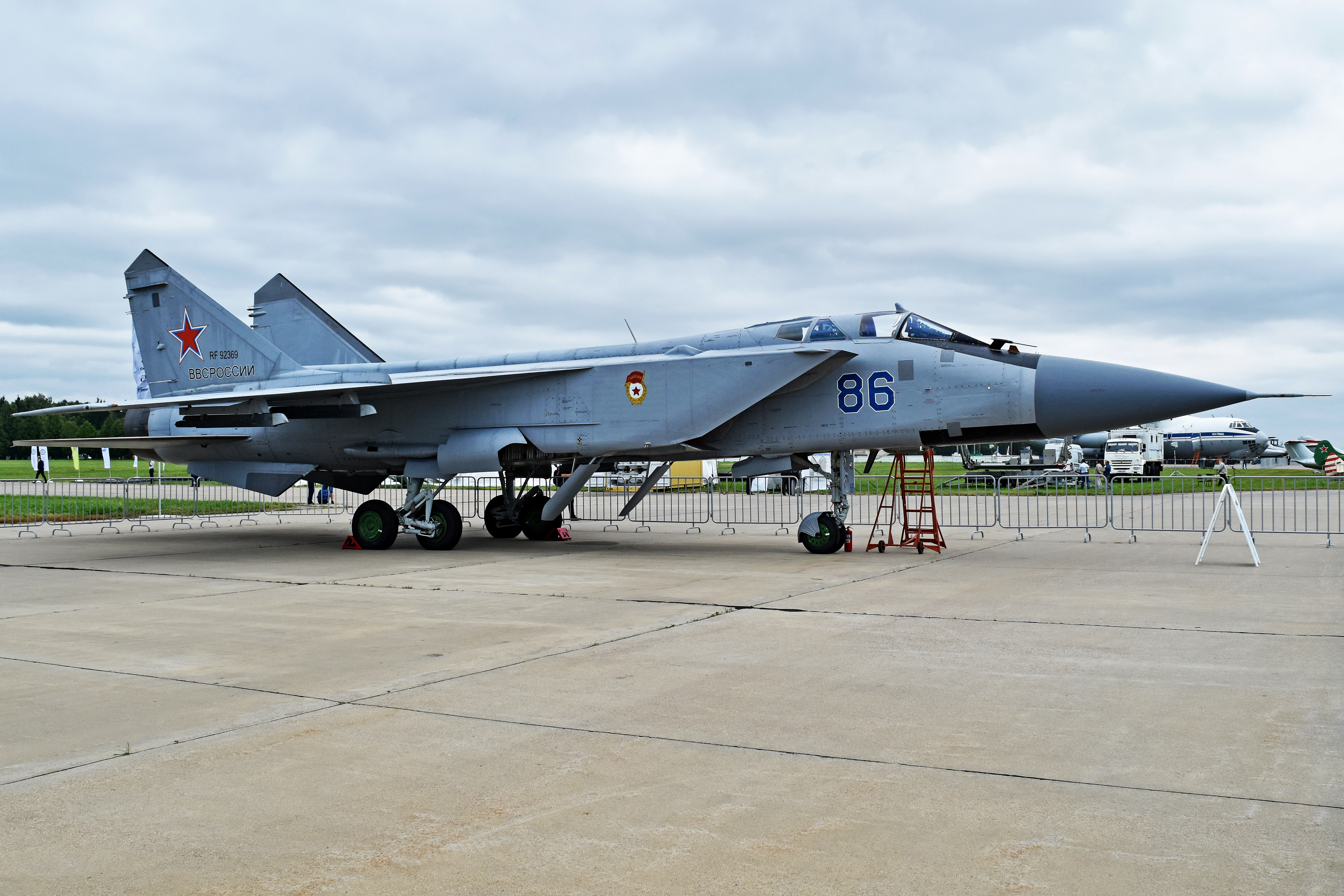
MiG-31BSM RF-92369 Nº86 de Savasleyka (2016)
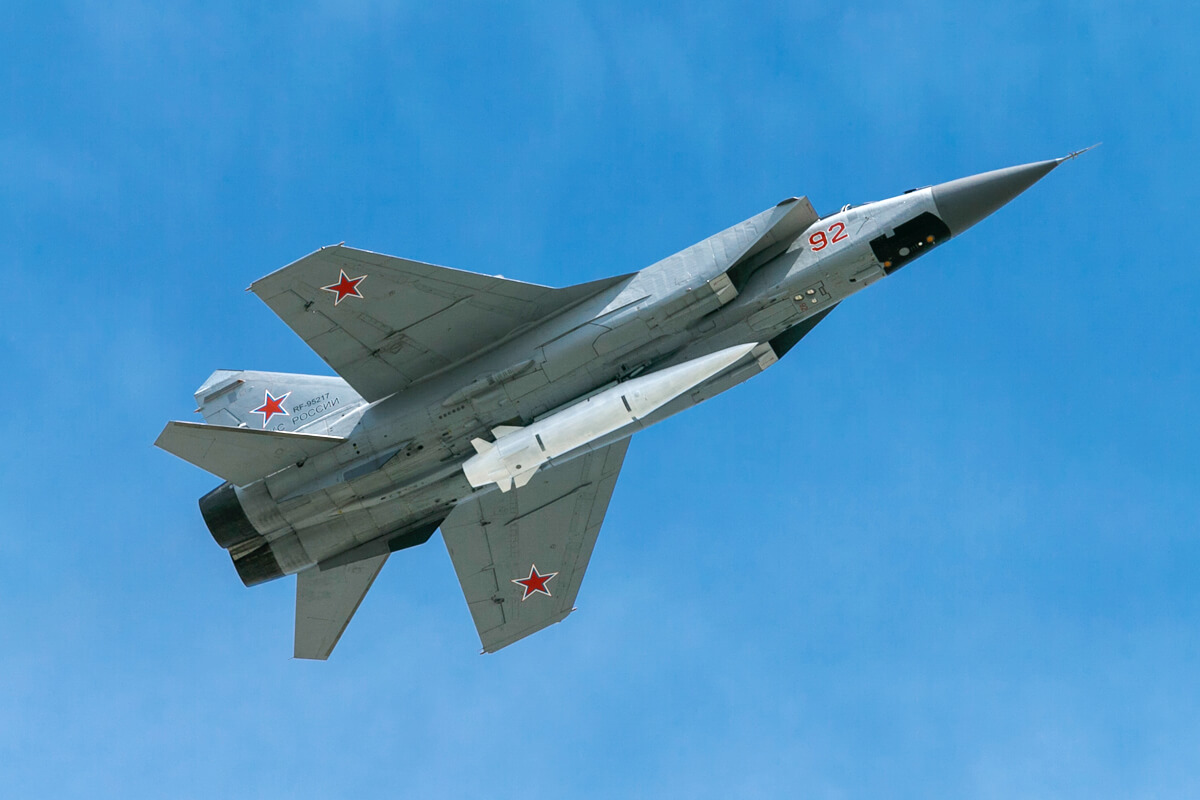
MiG-31K sobre Moscú en 2018
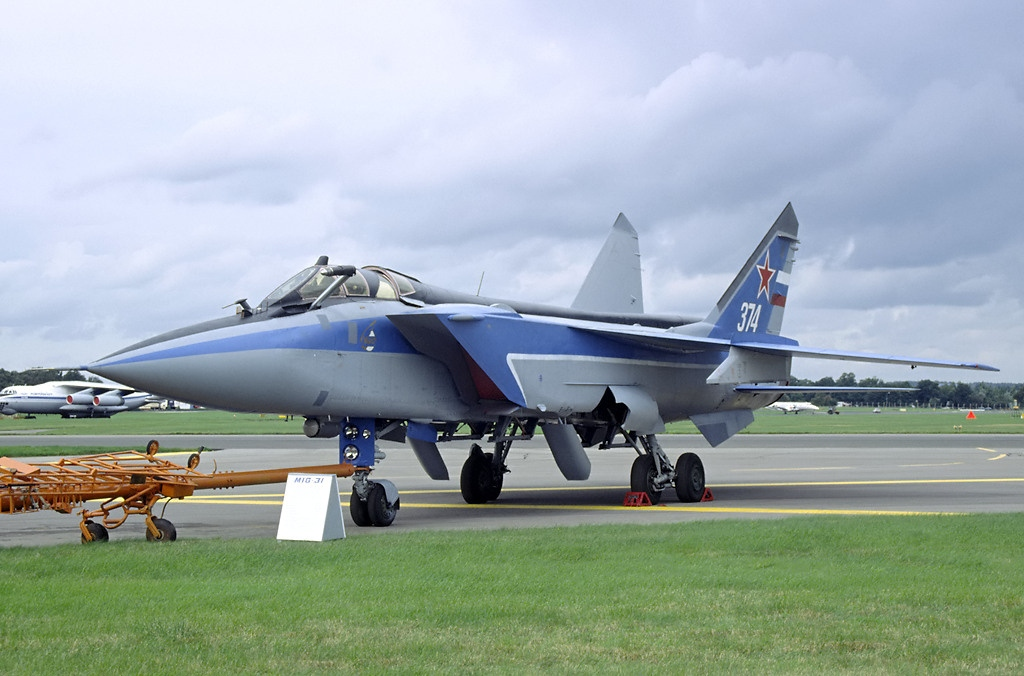
Prototipo de MiG-31B en el MAKS de 1995
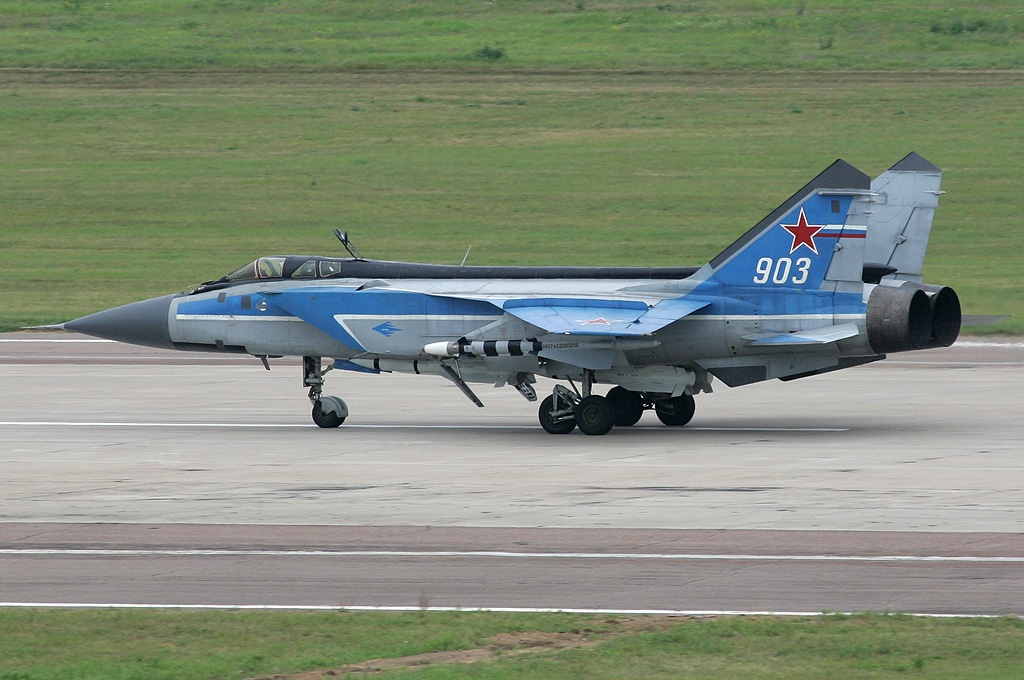
Prototipo de MiG-31E en 2005 en el MAKS

## Operadores

### Unidades militares
La producción total de MiG-31 superó las 500 unidades incluidos prototipos y variantes , lo que significó equipar hasta 17 regimientos entre 1980 y 1994
| N.º | UNIDAD       | Base                  | Región                    | Ejército                      | En servicio | Comentarios                                       |
| --- | ------------ | --------------------- | ------------------------- | ----------------------------- | ----------- | ------------------------------------------------- |
| T   | 929 GLITs    | Ajtúbinsk             | Óblast de Astracán        | Centro de test de vuelo       | Desde 1980  | Modernización 2 MiG-BM en 2014.                   |
| C   | 148 TsBPiPLS | Savasleyka            | Óblast de Nizhni Nóvgorod | Centro de Instrucción         | Desde 1980  | Un escuadrón. Modernización BM en 2010            |
| 1   | 786 IAP      | Pravdinsk             | Óblast de Nizhni Nóvgorod | 16º ADK - Moscú               | 1981-2001   | Disuelto                                          |
| 2   | 174 GvIAP    | Monchegorsk           | Óblast de Múrmansk        | 10ºE.PVO > 6º E.VVS           | 1982-2001   | Disuelto                                          |
| 3   | 763 IAP      | Yugorsk-2             | Distrito de Janty-Mansi   | 4ºE.PVO                       | 1983-1998   | Disuelto                                          |
| 4   | 518 IAP      | Talagi                | Óblast de Arcángel        | 10ºE.PVO                      | 1983-1998   | Disuelto                                          |
| 5   | 764 IAP      | Perm-Bolshoye Sávino  | Krai de Perm              | 4ºE.PVO > 5ºE.VVS > 14ºE.VVS  | Desde 1984  | Modernización BM 2017                             |
| 6   | 777 IAP      | Dolinsk-Sokol         | Óblast de Sajalín         | 11ºE.PVO > VVS                | 1985-1997   | Disuelto                                          |
| 7   | 865 IAP      | Yelizovo              | Krai de Kamchatka         | 11ºE.PVO>VVS > Flota Pacífico | Desde 1985  | Un escuadrón desde 2009. Modernización BM 2019    |
| 8   | 356 IAP      | Semipalatinsk-Semey   | Kazajistán Oriental       | 14ºE.PVO                      | 1986-1992   | Transferido F.A.Kazajistán                        |
| "   | 610 AvB      | Sary-Arka             | Karagandá                 | F.A.Kazajistán                | Desde 1992  | Dos escuadrones                                   |
| 9   | 72 GvIAP     | Amderma               | Óblast de Arcángel        | 10ºE.PVO                      | 1986-1993   | Disuelto. Aviones transferidos a Kotlas           |
| "   | 458 IAP      | Kotlas-Savvatiya      | Óblast de Arcángel        | 10ºE.PVO > 6ºE.VVS            | 1993-2009   | Disuelto.Escuadrón transferido Monchegorsk        |
| "   | 98 SAP       | Monchegorsk           | Óblast de Múrmansk        | 6ºE.VVS > Flota Norte (2015)  | Desde 2010  | Un escuadrón. Modernización BM 2011. 2º esc. 2019 |
| 10  | 64 IAP       | Omsk-Severny          | Óblast de Omsk            | 14ºE.PVO                      | 1987-1998   | Disuelto                                          |
| 11  | 350 IAP      | Bratsk                | Óblast de Irkutsk         | 14ºE.PVO > 14ºE.VVS           | 1988-2002   | Disuelto                                          |
| 12  | 180 GvIAP    | Gromovo               | Óblast de Leningrado      | 6ºE.PVO > 6ºE.VVS             | 1988-2002   | Disuelto                                          |
| 13  | 153 IAP      | Morshansk             | Óblast de Tambov          | 16 ADK - Moscú                | 1989-2001   | Disuelto                                          |
| 14  | 530 IAP      | Chuguyevka-Sokolovka  | Krai de Primorie          | 11ºE.PVO > 11ºVVS             | 1990-2009   | Disuelto. Escuadrón transferido Vladivostok       |
| "   | 22 GvIAP     | Vladivostok- Uglovaya | Krai de Primorie          | 11ºE.VVS                      | Desde 2010  | Modernización BM 2016 > 2 escuadrones             |
| 15  | 57 GvIAP     | Norilsk-Alykel        | Krai de Krasnoyarsk       | 14ºE.PVO                      | 1990-1993   | Disuelto. Aviones transferidos Kansk              |
| "   | 712 GvIAP    | Kansk                 | Krai de Krasnoyarsk       | 14ºE.PVO > 14ºE.VVS           | Desde 1993  | Modernización BM 2012                             |
| 16  | 83 GvIAP     | Rostov del Don        | Óblast de Rostov          | 4ºE.VVS                       | 1994-2001   | Disuelto                                          |
| 17  | 790 IAP      | Borisovski-Jotílovo   | Óblast de Tver            | 16º ADK Moscú > 6ºE.VVS       | Desde 1994  | Modernización BM 2014                             |

### Fuerzas Aéreas

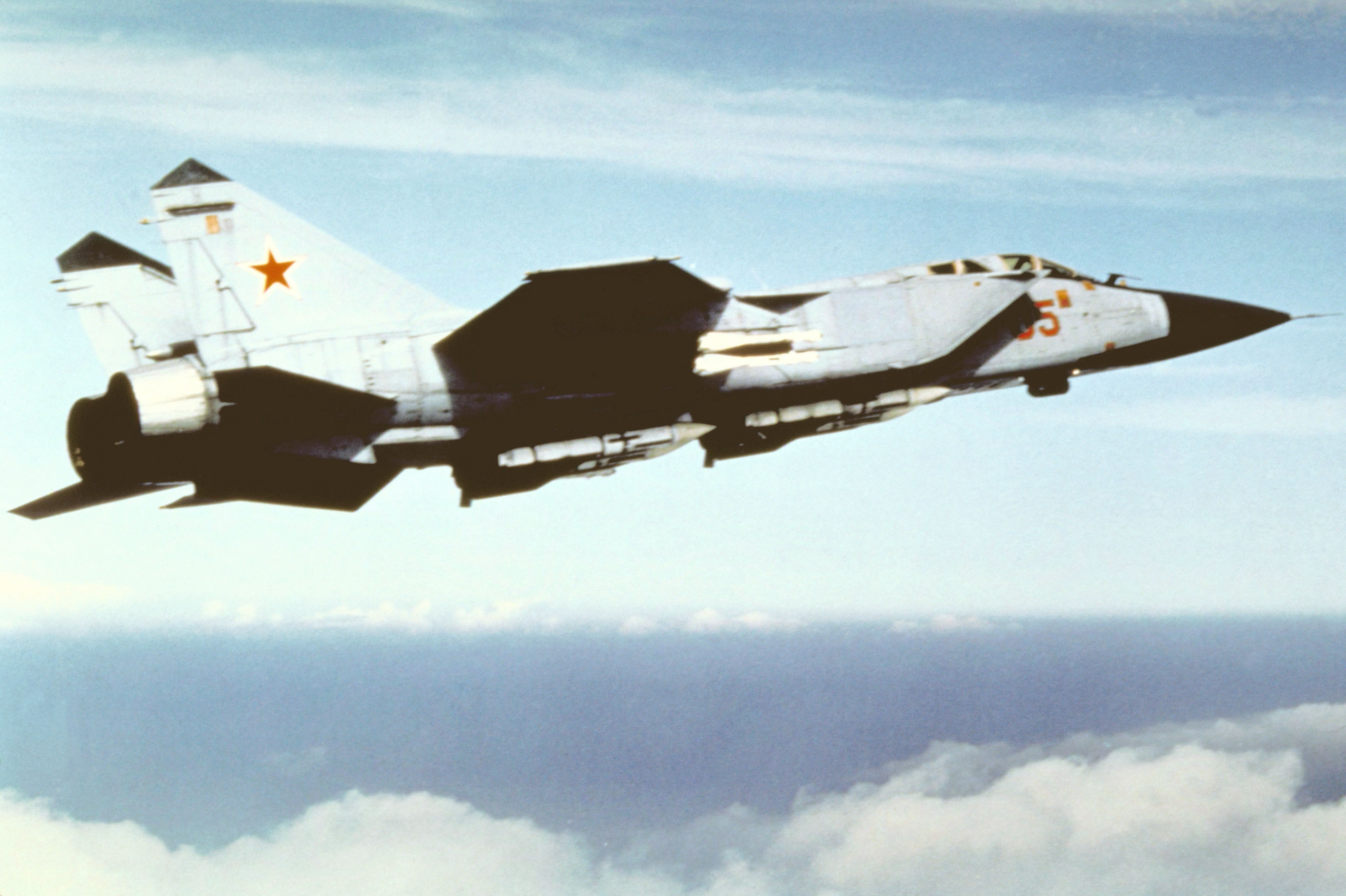
MiG-31 soviético en 1989

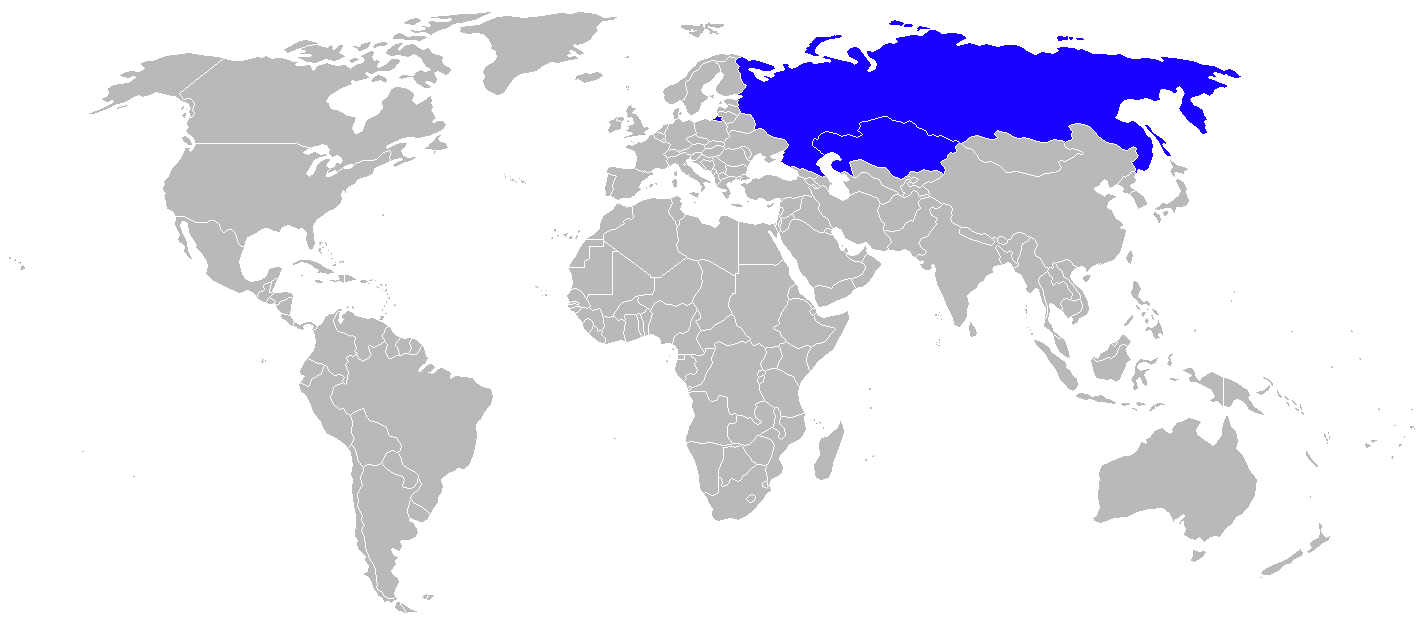
Operadores del Mikoyan-Guervich MiG-31 en 2017.

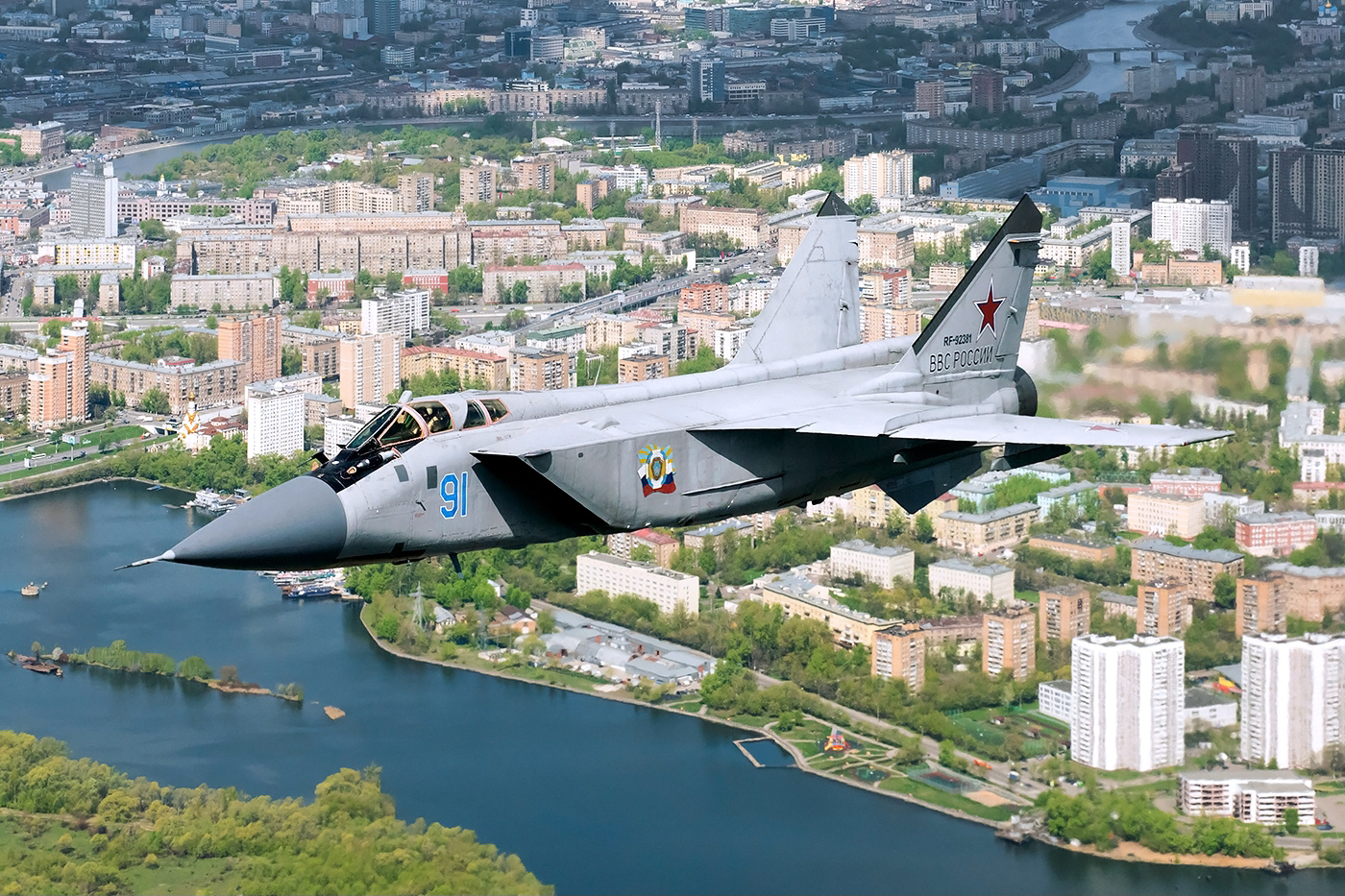
MiG-31BM RF-92381 de Savasleyka volando sobre Moscú en 2011

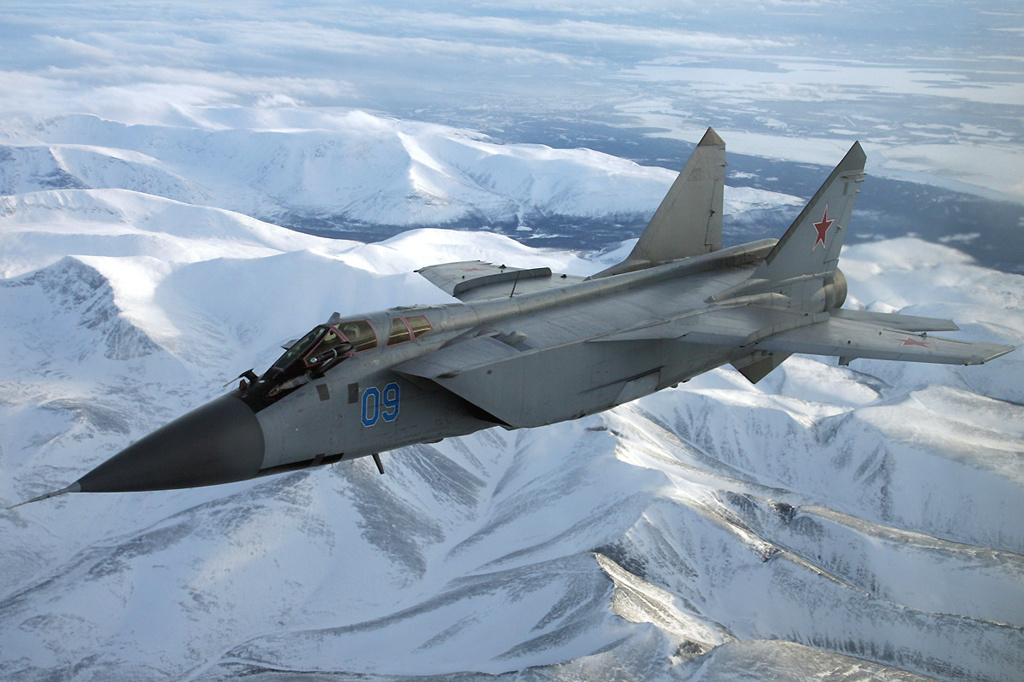
MiG-31BM de la base de Monchegorsk de la Flota del Norte volando sobre la tundra

#### Antiguos operadores
Unión Soviética
- Fuerza de Defensa Aérea Soviética (PVO)

La URSS recibió las primeras unidades en 1980 para el Centro de Instrucción de Savasleyka. EL primer regimiento entró en servicio en 1981. Llegó a tener 15 regimientos y unos 430 aviones en activo en el momento de su desintegración. Todos los regimientos fueron transferidos a la Federación de Rusia menos uno que estaba estacionado en Kazajistán
 Rusia
- Fuerza de Defensa Aérea de Rusia (PVO)

14 regimientos fueron heredados de la Fuerza de Defensa Aérea (PVO) de la URSS, además de otros dos regimientos que se instauraron inmediatamente después llegando a 16 regimientos y totalizando unos 450 aviones en servicio a mediados de los 90. Sin embargo Rusia no podía operar con unas Fuerzas Aéreas de tal tamaño, así que en 1998 fusionó las dos ramas de las Fuerzas Aéreas, transfiriendo los regimientos de caza del PVO a la VVS y recortando el número de regimientos.

#### Operadores actuales
Rusia
En 2023 las Fuerzas Armadas de Rusia operan unos 146 MiG-31BM y 36 MiG-31I(K)
- Fuerza Aérea de Rusia (VVS)

Recibió del PVO 12 regimientos en 1998, con unos 350 MiG-31, pero entre 2001 y 2002 se cerraron otros seis regimientos dejando el número de aparatos en servicio sucesivamente en 285, 230 y finalmente 165.
En la reforma militar de 2009 recortó tres escuadrones más y trasladó dos unidades, pasando a operar unos 125 aviones.
En 2014 se transfirió dos escuadrones a la Marina y en 2017 se recuperó un escuadrón del 22 IAP al recibir los MiG-31BM
Entre 2008 y 2018 se modernizaron 115 aviones para la VVS al estándar MiG-31BM para los 4 regimientos activos.
Despliegue 2023: 134 MiG-31BM y 36 MiG-31I(K) en servicio
- 929º GLITs Centro de test de vuelo, Ajtúbinsk: 2 MiG-31BM
- 4º TsBPiPLS Centro de reentrenamiento de pilotos, Lipetrsk:  12 MiG-31BM
- 22º GvIAP Regimiento de caza de la guardia, Tsentralnaya Uglovaya: 24 MiG-31BM
- 712º GvIAP Regimiento de caza de la guardia, Kansk: 24 MiG-31BM
- 764º IAP Regimiento de caza, Perm-Bolshoye Sávino: 24 MiG-31BM
- 790º IAP Regimiento de caza, Borisovski-Jotílovo : 24 MiG-31BM
- 98º SAP Regimiento compuesto, Monchegorsk: 24 MiG-31BM
- 44.º OAPON Savasleyka: 36 MiG-31I(K)

- Aviación Naval de Rusia (MA-VMF)

El regimiento de 865 IAP de Yelizovo fue transferido a la Flota del Pacífico en 1998 y devuelto a la Fuerza Aérea en 2009. En 2015 los regimientos de Yelizovo y Monchegorsk fueron adosados a la Aviación Naval, con 1 escuadrón de MiG-31 cada uno.
Los aviones del escuadrón de Monchegorsk se modernizaron en 2011 y recibió un segundo escuadrón en a partir de 2018. En Yelizovo se recibieron MiG-31BM a partir de 2019. En 2023 el regimiento de Monchegorsk fue transferido a la Fuerza Aérea al crearse el Distrito Militar de Leningrado
Despliegue 2023: 12 aparatos en servicio
- 865º IAP Regimiento de caza, Yelizovo: 12 MiG-31BM

 Kazajistán
- Fuerza Aérea de Kazajistán:

En el momento del desmembramiento de la URSS, Kazajistán tenía un regimiento de MiG-31 basado en Semey y había recibido 15 MiG-31B para un segundo regimiento en Karaganda que no llegó a formarse. En total heredó 43 MiG-31 de la URSS.
Actualmente (2018) mantiene en servicio un escuadrón basado en Karaganda operando 16 MiG-31 y MiG-31B
Pedidos cancelados
 China
- A principios de la década de 1990, RSK MiG contaba con un pedido de China, y la planta incluso comenzó los trabajos para un lote en la versión de exportación MiG-31E. Sin embargo el pedido se canceló dado que China decidió adquirir cazas Su-27. Este contrato se ofreció sin éxito a Libia y Siria.

## Historia operacional
La producción en serie del MiG-31 comenzó en 1979. El MiG-31 entró en servicio operativo con las Fuerzas de Defensa Aérea Soviética (PVO) en 1981. Fue el primer avión del mundo con un radar de matriz en fase, y es uno de los dos únicos aviones en el mundo capaz de disparar independientemente misiles aire-aire de largo alcance a partir de 2013. (El otro es el F-14 Tomcat de la Fuerza Aérea iraní que utiliza una versión doméstica del AIM-54 Phoenix de largo alcance llamada Fakour-90.) El MiG-31BM tiene un alcance de detección de 282 km para un objetivo con una sección transversal de radar de 5 metros cuadrados.
Con la designación Ye-266, un Ye-155 reacondicionado estableció nuevos récords mundiales. Alcanzó una altitud máxima absoluta de 37,650 metros (123,520 pies) en 1977, y estableció un tiempo récord de 35,000 metros (115,000 pies) en 4 minutos, 11.78 segundos, ambos establecidos por el famoso piloto de pruebas MiG Alexander Fedotov . Pyotr Ostapenko, su adjunto, estableció un récord de tiempo hasta la altura de 30,000 m (98,000 pies) en 3 minutos y 9.8 segundos en 1975.
El 26 de abril de 2017, un MiG-31 se estrelló durante un ejercicio de entrenamiento sobre el campo de pruebas de Telemba en Buriatia; ambos miembros de la tripulación fueron expulsados con éxito. Si bien los medios estatales rusos no ofrecieron ningún detalle, investigadores independientes descubrieron a partir de un documento gubernamental filtrado que el avión fue derribado por un misil R-33 disparado desde otro MiG-31, y que el error del piloto de ambos aviones tuvo la culpa. El informe también sugirió problemas con el radar Zaslon-AM y el sistema de control de incendios Baget-55 que podrían aumentar el riesgo de más derribos accidentales en el futuro.

#### Guerra de Ucrania
Desde el comienzo de la Guerra en Ucrania, la Fuerza Aérea Rusa ha usado los misiles R-37M en sus cazas de combate Su-35S, interceptores MiG-31BM y los cazas furtivos Su-57.
El MiG-31 equipado con el misil aire-aire de largo R-37M ha sido, desde octubre de 2022, la principal amenaza contra la Fuerza Aérea de Ucrania. La Fuerza Aérea de Ucrania tiene una falta significativa de misiles tipo "dispara y olvida". Los cazas ucranianos usan principalmente los misiles Vympel R-27, tanto el R-27ER guiado por radar como el R-27ET guiado por infrarrojos, el alcance del R-27ET es de 60 millas. El piloto ucraniano debe de localizar y enganchar el avión ruso con su radar para guiar el misil hacia el objetivo. Los pilotos rusos disponen de radares activos, misiles "disparan y olvidan", Vympel R-77 que les dan a los pilotos rusos la capacidad de lanzar sus misiles y luego tomar medidas evasivas. Los pilotos ucranianos se vieron obligados a "explotar el desorden del suelo y el enmascaramiento del terreno para acercarse lo suficiente como para disparar antes de ser atacados".
Durante los primeros tres días de la guerra ambos bandos perdieron aviones. Los ucranianos los reemplazaron con fuselajes más antiguos que tras varias reparaciones hechas han logrado poner en vuelo aviones más antiguos. Sin embargo, la Fuerza Aérea Rusa recurrió al MiG-31 junto con el misil R-37M que tiene un alcance de 200 millas. Combinado con su radar superior y mayor techo de servicio y velocidad, en el MiG-31, la Fuerza Aérea de Ucrania ha comenzado a perder más aviones, siendo los Sukhoi Su-27 (los más modernos de Ucrania) son incapaces de derribar a los interceptores MiG-31. Un informe del Real Instituto de Servicios de los Estados Unidos afirma que en octubre unos seis R-37M fueron disparados contra la Fuerza Aérea de Ucrania al día. Cuatro MiG-31 también fueron desplegados en Península de Crimea. Debido a la protección ofrecida por el alcance de los misiles R-37M, Ucrania se ha visto obligada a intentar atacar las bases aéreas directamente para destruir los MiG-31 con el ataque anterior al ataque a la base aérea de Belbek y un intento de ataque con aviones no tripulados en agosto. Sólo un MiG-31 se ha perdido debido a un accidente.
En agosto, las fuerzas rusas mantuvieron una patrulla aérea de combate de un par de Su-35S o MiG-31 en la estación para derribar aviones ucranianos. Desde que las fuerzas ucranianas lanzaron una contraofensiva en agosto, se han derribado cuatro MiG-29, seis Su-25, un Su-24 y un Su-27. El Real Instituto de Servicios de los Estados Unidos ha acreditado la mayoría de las muertes al R-37M escribiendo: "El VKS ha estado disparando hasta seis R-37M por día durante octubre. La velocidad extremadamente alta del arma, junto con un alcance efectivo muy largo y un buscador diseñado para atacar objetivos de baja altitud, hace que sea particularmente difícil de evadir".

### Exportación
Siria ordenó ocho aviones MiG-31E en 2007 para la Fuerza Aérea Siria. Según los informes, la orden fue suspendida en mayo de 2009 debido a la presión israelí o la falta de fondos sirios. El 15 de agosto de 2015, los medios de comunicación turcos informaron que seis MiG-31 habían sido entregados a la Fuerza Aérea Árabe Siria, pero Rusia negó haber hecho entregas de MiG-31 a Siria.
China recibió el MiG- 31 para pruebas de vuelo y su consideración posterior para operar como un caza de largo alcance, con capacidad de alcanzar Japón, Corea del Sur, Taiwán y Australia.

## Especificaciones (MiG-31)
Referencia datos: Great Book of Modern Warplanes, MiG-31E data

### Características generales
- Tripulación: 2 (piloto y Oficial de Sistemas de Armas)
- Longitud: 22,69 m
- Envergadura: 13,46 m
- Altura: 6,15 m
- Superficie alar: 61,6 m²
- Peso vacío: 21 820 kg
- Peso cargado: 41 000 kg
- Peso máximo al despegue: 46 200 kg
- Planta motriz: 2× turbofán con postquemador Soloviev D-30F6.
  - Empuje normal: 93 kN (9483 kgf; 20 907 lbf) de empuje cada uno.
  - Empuje con postquemador: 152 kN (15 499 kgf; 34 171 lbf) de empuje cada uno.

### Rendimiento
- Velocidad máxima operativa (Vno): 

  - A gran altitud: Mach 2,83 (~3.000 km/h; 1865 MPH; 1620 kt)
(Velocidad del sonido a 11 000 metros= 295 m/s o 1060 km/h)
  - A baja altitud: Mach 1,22 (~1500 km/h; 932 MPH; 810 kt )
- Radio de acción: 720 km. a Mach 2,35
- Alcance en ferry: 3 300 km
- Techo de vuelo: 25 000 m (82.020 pies)[40]
- Régimen de ascenso: 208 m/s (40 944 ft/min)
- Carga alar: 665 kg/m²
- Empuje/peso: 0,85
- Límite de fuerzas G: 5 G

### Armamento
- Cañones: 1× cañón rotativo de 6 tubos calibre 23 mm Gryazev-Shipunov GSh-6-23 con 260 proyectiles.Cañón Gryazev-Shipunov GSh-6-23.
- Puntos de anclaje: 8 en total (4 soportes conformados en el fuselaje y 4 pilones subalares) para cargar una combinación de:    
  - Misiles: 

    - Misil aire-superficie hipersónico:
      - 1x Kinzhal

    - Misiles aire-aire de largo alcance:
      - 4x R-33 (AA-9 'Amos')
      - 6x R-37 (AA-X-13 'Arrow') de muy largo alcance (en versiones MiG-31M/BM)

    - Medio alcance:
      - 2x R-40TD1 (AA-6 'Acrid')
      - 4x R-77 (AA-12 'Adder')

    - Corto alcance:
      - 4x R-60 (AA-8 'Aphid')
      - 4x R-73 (AA-11 'Archer')

  - Otros: Algunos ejemplares están equipados para lanzar misiles antirradiación Kh-31P (AS-17 'Krypton') y Kh-58 (AS-11 'Kilter').

### Aviónica
- Radar tipo PESA Zaslon S-800
- Búsqueda y seguimiento por infrarrojos (IRST)

## El MiG-31 en obras de ficción
- Por la desconfianza que provocaba la carrera armamentística de la Guerra Fría, la posible aparición de este nuevo avión de combate de largo alcance en el inventario de la Fuerza Aérea Soviética provocó mucha impresión en Occidente y en la OTAN. En 1977, dos años después del primer vuelo del verdadero MiG-31, el escritor galés Craig Thomas publicó la novela de espionaje y ciencia ficción Firefox, que especulaba sobre un MiG-31 ficticio (el MiG-31 Firefox), de cuya versión real el bloque occidental tenía poca información relevante. En la novela el aparato estaba descrito como un avión de combate supersónico (entre mach 5 a 6), invisible al radar, de largo alcance y autonomía de vuelo y cuya tecnología más avanzada consistía en su modo de pilotaje: los mandos del aparato funcionan mediante los simples impulsos cerebrales del piloto, captados a través del casco que lleva sobre su cabeza. De este modo, en la ficción de la novela, el piloto maneja el MiG y acciona las armas de a bordo con su simple pensamiento. Según la trama argumental de la novela, Mitchell Gant, un piloto retirado de la Guerra de Vietnam, es reclutado nuevamente por las Fuerzas Aéreas de los Estados Unidos para infiltrarse en la Unión Soviética, robar el avión y llevarlo a Occidente, para poder estudiar su diseño, capacidad, tecnología, velocidad, alcance y rendimiento de vuelo. Gant es rusohablante, por lo tanto se le considera capaz de pensar en ruso, pilotar el aparato y coronar con éxito la misión.

- En 1982, un año después de entrar en servicio el verdadero MiG-31, Clint Eastwood dirigió, produjo y protagonizó una adaptación cinematográfica de la novela (de mismo título: Firefox). La película dio continuidad al aspecto ultratecnológico y ficticio de la novela pero en ella el aspecto y diseño generales del avión no se asemejaron a un auténtico MiG-31.

- Aparece en la película Independence Day brevemente.

- En el videojuego Heatseeker, es uno de los tantos cazas que se pueden usar y uno de los más rápidos.

### Desarrollos relacionados
- Mikoyan-Gurevich MiG-25

### Aeronaves similares
- McDonnell Douglas F-15 Eagle
- McDonnell Douglas F-15E Strike Eagle
- Grumman F-14 Tomcat
- Lockheed SR-71
- Panavia Tornado ADV
- Eurofighter Typhoon
- Mitsubishi F-15J
- Avro Canada CF-105 Arrow

### Secuencias de designación
- MiG-15 · MiG-17 · MiG-19 · MiG-21 · MiG-23 · MiG-25 · MiG-27 · MiG-29 · MiG-31 · MiG-33 · MiG-35· MiG-41